# 安德烈·沃龙采维奇
安德烈·康斯坦丁诺维奇·沃龙采维奇（俄语：Андрей Константинович Воронцевич，1987年7月17日—），俄羅斯籃球運動員。他現在效力於VTB籃球聯賽球隊莫斯科中央陸軍。他也代表俄羅斯國家籃球隊參賽。